# Galle de Bagenum
Galle de Baginum (en latin Galla) (VIe siècle), vierge consacrée à Valence sur le Rhône en présence de sept évêques. De famille riche, son père avait sélectionné pour elle plusieurs partis enviables. Elle lui demanda à faire elle-même son choix, ce qu'il accepta. Elle lui dit alors qu'elle voulait épouser Jésus-Christ plutôt qu'un de ces prétendants. Son père y consentit. Elle retourna vivre à Baginum, près de Nyons, où elle passa sa vie à visiter et soigner les malades avec un infatigable dévouement. Cette localité porte aujourd'hui son nom, Sainte-Jalle (Drôme). Elle est fêtée le 1er février et le 6 novembre.

## L'église de Sainte Jalle
Dite église de Notre-Dame-de-Beauvert, c'est une église romane située sur le territoire de la commune de Sainte-Jalle dans le département français de la Drôme et la région Auvergne-Rhône-Alpes. Elle a été élevée à la place d'un grand bâtiment antique en réemployant des éléments de construction d'époque romaine, dont une inscription mentionnant un édile du pagus. Plusieurs autels élevés pour les déesses Baginatiae ont été retrouvés en 1999 à proximité de l'église lors de travaux concernant son chauffage.

## Homonyme
Une autre Galla (le nom signifie "Gauloise") qui vivait deux siècles auparavant, à cheval sur le IVe et le Ve siècle, fut mariée à Euchérius (Saint Eucher) un sénateur chrétien, cultivé et pétri de culture latine. Elle n'est pas du tout considérée comme sainte. Ils eurent deux filles, Consorce (ou Consortia) et Tulle (ou Tullia), et deux fils, Véran de Vence (Veranus), qui fut avec son père à Lérins auprès du moine Hilaire, et Salon (Salonius), évêque de Genève.